# Pokosnoje (obwód irkucki)
Pokosnoje (ros. Покосное) – wieś (sieło) w Rosji, w obwodzie irkuckim, w rejonie brackim. W 2010 liczyła 2998 mieszkańców.